# Omotesandō
Omotesandō (表参道) est une avenue située dans l'arrondissement de Shibuya à Tokyo.

## Situation et accès
Elle commence à la gare de Harajuku et va jusqu'à Aoyama.
L'avenue est ornée de Zelkova. Environ 100 000 véhicules l'empruntent chaque jour[réf. souhaitée].
L'avenue est desservie par la station de métro Omotesandō.

## Bâtiments remarquables et lieux de mémoire
Omotesandō est surnommée « les Champs-Élysées » de Tokyo. On y trouve en effet de nombreux restaurants et magasins de luxe :
- l'immeuble tout en hauteur de Tod's, le maroquinier et accessoiriste italien, structure de plaques de verre et d'entrelacs de pierre, symbolisant un enchevêtrement de branches d'arbres ;
- l'immeuble Emporio Armani, dont la façade forme une marqueterie mouvante, bleu tendre et vert d'eau ;
- l'immeuble Louis Vuitton, avec une superposition de parallélépipèdes en verre et en métal rappelant ses malles ;
- l'immeuble Christian Dior conçu par SANAA, avec un écrin en parois transparentes forme un bloc de lumière scintillant de blanc et d'argent à la tombée de la nuit ;
- de l'autre côté du carrefour des avenues Omotesandō et Aoyama, Prada est composé de losanges de béton et d'épaisses plaques de verre, il paraît poser dans la rue comme une énorme lanterne à multiples facettes cubiques ;
- Omotesando Hills, un nouveau centre commercial sur 3 niveaux a ouvert début 2006.